# ハポエル・テルアビブ
ハポエル・テルアビブ（Hapoel Tel Aviv (ヘブライ語: הפועל תל אביב)）は、イスラエル・テルアビブのスポーツクラブであり、傘下に以下の2つのスポーツ部門を抱えている。
- ハポエル・テルアビブFC - サッカー部門[1]
- ハポエル・テルアビブBC - バスケットボール部門